# 维莱罗贝尔
维莱罗贝尔（法語：Villers-Robert，法語發音：[vilɛʁ ʁɔbɛʁ]）是法国汝拉省的一个市镇，属于多勒区。

## 地理
维莱罗贝尔（46°57'8"N, 5°31'12"E）面积10.13 平方千米，位于法国勃艮第-弗朗什-孔泰大區汝拉省，该省份为法国东部内陆省份，北起上索恩省，西北接科多尔省，西临索恩-卢瓦尔省，南至安省，东与杜省和瑞士接壤。
与维莱罗贝尔接壤的市镇（或旧市镇、城区）包括：讷维莱多勒、勒代绍、拉翁、塞利涅、苏旺、塔斯尼耶尔。

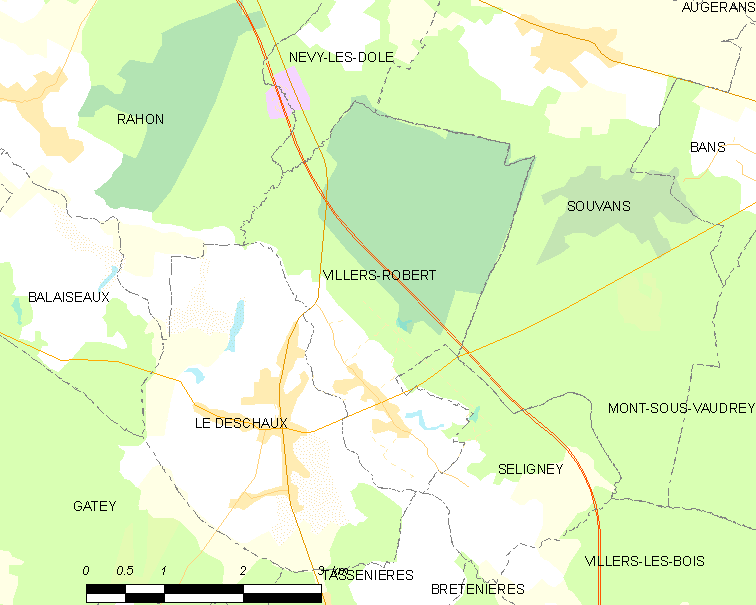
维莱罗贝尔的OSM定位图

维莱罗贝尔的时区为UTC+01:00、UTC+02:00（夏令时）。

## 行政
维莱罗贝尔的邮政编码为39120，INSEE市镇编码为39571。

## 政治
维莱罗贝尔所属的省级选区为塔沃县。

## 人口

1962-2008年间维莱罗贝尔人口变化图示

维莱罗贝尔于2022年1月1日时的人口数量为240人。